# Tennistoernooi van Eastbourne 2017
|                                            |  |                                      |
| Karolína Plíšková, winnares bij de vrouwen |  | Novak Đoković, winnaar bij de mannen |

Het tennistoernooi van Eastbourne van 2017 werd van zondag 25 juni tot en met zaterdag 1 juli 2017 gespeeld op de grasbanen van de Devonshire Park Lawn Tennis Club in de Engelse kustplaats Eastbourne. De officiële naam van het toernooi was Aegon International.
Het toernooi bestond uit twee delen:
- WTA-toernooi van Eastbourne 2017, het toernooi voor de vrouwen
- ATP-toernooi van Eastbourne 2017, het toernooi voor de mannen

## Toernooikalender
| Eastbourne        | juni 2017 | juni 2017 | juni 2017 | juni 2017 | juni 2017 | juni 2017 | juni 2017     | juni 2017    | juni 2017    | juli   |
| Eastbourne        | zon 25    | maa 26    | maa 26    | din 27    | woe 28    | don 29    | don 29        | vrĳ 30       | vrĳ 30       | zat 1  |
| ----------------- | --------- | --------- | --------- | --------- | --------- | --------- | ------------- | ------------ | ------------ | ------ |
| vrouwenenkelspel  | 1e ronde  | 1e ronde  | 2e ronde  | 2e ronde  | 2e ronde  | 3e ronde  | kwart- finale | halve finale | halve finale | finale |
| vrouwendubbelspel | 1e ronde  | 1e ronde  | 1e ronde  | regen     | 1e ronde  | 1e ronde  | 2e ronde      | halve finale | halve finale | finale |
| mannenenkelspel   |           | 1e ronde  | 1e ronde  | regen     | 1e ronde  | 2e ronde  | kwart- finale | halve finale | halve finale | finale |
| mannendubbelspel  |           | 1e ronde  | 1e ronde  | regen     | 1e ronde  | 1e ronde  | 2e ronde      | halve finale | finale       |        |

ATP-toernooi van Eastbourne – WTA-toernooi van Eastbourne

2009 · 2010 · 2011 · 2012 · 2013 · 2014 · 2015 · 2016 · 2017 · 2018 · 2019 · 2020 · 2021 · 2022 · 2023 · 2024